# ویلیام‌وود
ویلیام‌وود نام یک اجتماع در هالیفاکس، نوا اسکوشیا در کانادا است.

## موقعیت
این اجتماع در شبه‌جزیره چبوکتو قرار دارد.